# Howard Shore
Pour les articles homonymes, voir Shore.
 (août 2017).
Si vous disposez d'ouvrages ou d'articles de référence ou si vous connaissez des sites web de qualité traitant du thème abordé ici, merci de compléter l'article en donnant les références utiles à sa vérifiabilité et en les liant à la section « Notes et références ».
Howard Leslie Shore, né le 18 octobre 1946 à Toronto, est un compositeur de musique de film, chef d'orchestre, orchestrateur et saxophoniste canadien. Il est surtout connu pour la musique des trois volets de la trilogie Le Seigneur des anneaux, réalisée par Peter Jackson, qui lui valut d'être récompensé par deux Oscars du cinéma (pour La Communauté de l'anneau et Le Retour du roi) et dont les thèmes sont entrés dans la culture populaire ; et pour sa longue collaboration avec David Cronenberg. Il a aussi composé la musique de la trilogie Le Hobbit (également réalisée par Peter Jackson),  préquelle du Seigneur des anneaux.

## Biographie
Howard Shore étudie la composition avec John Bavicci au Berklee College of Music de Boston en 1969 et, plus tard, il cofonde le groupe rock Lighthouse, composé de Skip Prokop, Paul Hoffert, Ralph Cole, Bob McBride, Larry Smith et lui-même. Dans le groupe, Shore joue du saxophone alto et de la flûte, composant également des chansons. De 1969 à 1972, Shore enregistre avec Lighthouse. Étant membre du groupe, Shore travaille aussi pour la radio et compose de la musique pour des émissions de télévision de la Société Radio-Canada (SRC).
Avec un petit groupe d'amis, incluant le producteur, scénariste et acteur canadien Lorne Michaels, il crée l'émission de télévision Saturday Night Live. De 1975 à 1980, Shore est directeur musical, sous l'autorité de Michaels, des cinq premières saisons de l'émission dont il compose la chanson-thème, y jouant également du saxophone. Les contraintes d'une émission hebdomadaire l'amènent à composer très rapidement de la musique de différents sortes. Shore est donc préparé à travailler pour tous les genres de film.
Sa rencontre avec le réalisateur David Cronenberg, son compatriote canadien, est déterminante et le lance dans la composition pour le cinéma. Shore livre des partitions très sombres et souvent atonales, qui collent parfaitement à l'univers glauque et viscéral du cinéaste. Le compositeur a écrit la musique de tous les films de Cronenberg (Faux-semblants, Le Festin nu ou Crash), à l'exception de Dead Zone.
Dès lors, le compositeur sera souvent attaché à des projets à l'atmosphère lourde et oppressante, comme en témoignent sa partition pour Le Silence des agneaux en 1990 ou pour Seven en 1995.
Bien qu'il ait également évolué dans des registres plus légers (Big en 1988 ou Madame Doubtfire en 1994), son œuvre est marquée par ces ambiances sombres et c'est avec étonnement que les fans de J. R. R. Tolkien et les amateurs de musique de films en général apprennent, en 2001, son engagement sur la trilogie de Peter Jackson : Le Seigneur des Anneaux.
Les craintes des puristes sont rapidement levées dès les premières notes qui ouvrent le film et ses partitions épiques pour la trilogie seront saluées par le public, la critique et les professionnels du cinéma qui lui décernent l'Oscar de la meilleure musique de film en 2002 pour La Communauté de l'Anneau et pour Le Retour du Roi en 2004.
Les douze heures de musique composées pour la trilogie du Seigneur des Anneaux, dans les versions longues, ont été adaptées et réarrangées par Howard Shore pour The Lord of the Rings: Symphony in six movements, symphonie d'une durée d'environ deux heures, jouée lors d'une tournée mondiale en 2004, incluant notamment des représentations à Londres et Sydney.
En décembre 2005, l'intégralité de la musique originale composée pour Le Seigneur des Anneaux (Le Seigneur des anneaux : La Communauté de l'anneau) paraît pour la toute première fois. Le coffret intitulé The Lord of the Rings - The Complete Recordings - The Fellowship of the Ring comprend 3 CD et 1 DVD (ce dernier reprenant le contenu des 3 CD en qualité Dolby Digital 5.1).
En 2005, il retrouve Peter Jackson sur son adaptation de King Kong, mais sa partition ne convainc pas le réalisateur, qui lui préfère le compositeur James Newton Howard.  Malgré cette déconvenue, Jackson et Shore collaborent sur l'autre adaptation de l'œuvre de Tolkien, Le Hobbit dont le premier volet,  Le Hobbit : Un voyage inattendu, est sorti en 2012, le deuxième, Le Hobbit : La Désolation de Smaug, en 2013  et le dernier, Le Hobbit : La Bataille des Cinq Armées, en 2014.
En 2006, il continue d'évoluer dans l'Heroic fantasy, en composant la musique du jeu vidéo Soul of the Ultimate Nation où l'on reconnaît clairement l'univers musical du Seigneur des Anneaux.
Depuis quelques années, il est également le compositeur régulier de Martin Scorsese dont la première collaboration remonte à 1985 avec After Hours.  En 2012, il fut nommé pour l'oscar de la meilleure musique de film pour Hugo Cabret réalisé par Scorsese.

## Œuvres de concert
- Piano four pour piano;
- Fanfare pour 10 cuivres et orgue;
- Eclipse pour piano; Spider pour 9 instruments;
- Orbit pour orchestre;
- Ruin and memory, concerto pour piano et orchestre;
- The garden pour chœur et 2 violoncelles;
- Hughie pour flute basse, clarinette basse cor, trombone basse et piano;
- 7 pièces pour 7 cordes;
- Concertino pour violon, cimbalom, harpe et orchestre à cordes;
- Nerakhoon pour chœur et 2 violoncelles; Peace pour chœur et orgue;
- Peace pour chœur, 7 cuivres et 2 tambours;
- The lord of the rings symphony;
- The fly, opera;
- Mythic gardens pour violoncelle et orchestre;
- Discontent' pour orchestre, orgue et chœur ;
- Catania pour piano

## Filmographie

### Cinéma

#### Années 1970
- 1978 : I Miss You, Hugs and Kisses de Murray Markowitz
- 1979 : Chromosome 3 (The Brood) de David Cronenberg

#### Années 1980
- 1981 : Scanners de David Cronenberg
- 1983 : Vidéodrome (Videodrome) de David Cronenberg
- 1984 : Nothing Lasts Forever (en) de Tom Schiller
- 1985 : After Hours de Martin Scorsese
- 1986 : Fire with me de Duncan Gibbins
- 1986 : La Mouche (The Fly) de David Cronenberg
- 1987 : Nadine de Robert Benton
- 1988 : Moving de Alan Metter
- 1988 : Big de Penny Marshall
- 1988 : Faux-semblants (Dead Ringers) de David Cronenberg
- 1989 : Délit d'innocence (An innocent man) de Peter Yates
- 1989 : Signs of Life de John David Coles
- 1989 : She-Devil, la diable (She-Devil) de Susan Seidelman

#### Années 1990
- 1990 : The Local Stigmatic de David F. Wheeler
- 1991 : Le Silence des agneaux (The Silence of the Lambs) de Jonathan Demme
- 1991 : Un baiser avant de mourir (A Kiss before dying) de James Dearden
- 1992 : Le Festin nu (The Naked Lunch) de David Cronenberg
- 1992 : Le Baiser empoisonné (Prelude to a Kiss) de Norman René
- 1992 : JF partagerait appartement (Single White Female) de Barbet Schroeder
- 1993 : Sliver de Phillip Noyce
- 1993 : L'Avocat du Diable (Guilty As Sin) de Sidney Lumet
- 1993 : M. Butterfly de David Cronenberg
- 1993 : Madame Doubtfire (Mrs. Doubtfire) de Chris Columbus
- 1993 : Philadelphia de Jonathan Demme
- 1994 : Le Client (The Client) de Joel Schumacher
- 1994 : Ed Wood de Tim Burton
- 1994 : Un homme presque parfait (Nobody's Fool) de Robert Benton
- 1995 : Seven de David Fincher
- 1995 : Moonlight et Valentino (Moonlight and Valentino) de David Anspaugh
- 1995 : White Man (White Man's Burden) de Desmond Nakano
- 1996 : Le Poids du déshonneur (Before and After) de Barbet Schroeder
- 1996 : Entre chiens et chats (The Truth About Cats and Dogs) de Michael Lehmann
- 1996 : Crash de David Cronenberg
- 1996 : Striptease de Andrew Bergman
- 1996 : That Thing You Do! de Tom Hanks
- 1997 : Copland (Cop Land) de James Mangold
- 1997 : The Game de David Fincher
- 1999 : Gloria de Sidney Lumet
- 1999 : eXistenZ de David Cronenberg
- 1999 : Dogma de Kevin Smith
- 1999 : Mafia Blues de Harold Ramis

#### Années 2000
- 2000 : High Fidelity de Stephen Frears
- 2000 : The Yards de James Gray
- 2000 : Esther Kahn de Arnaud Desplechin
- 2000 : The Cell de Tarsem Singh
- 2001 : The Score de Frank Oz
- 2001 : Le Seigneur des anneaux : La Communauté de l'anneau (The Lord of The Rings: The Fellowship of the Ring) de Peter Jackson
- 2002 : Panic Room de David Fincher
- 2002 : Spider de David Cronenberg
- 2002 : Gangs of New York de Martin Scorsese
- 2002 : Le Seigneur des anneaux : Les Deux Tours (The Lord of the Rings: The Two Towers) de Peter Jackson
- 2003 : Le Seigneur des anneaux : Le Retour du roi (The Lord of the Rings: The Return of the King) de Peter Jackson
- 2004 : Aviator de Martin Scorsese
- 2005 : A History of Violence de David Cronenberg
- 2006 : Les Infiltrés (The Departed) de Martin Scorsese
- 2007 : Mimzy, le messager du futur (The Last Mimzy) de Robert Shaye
- 2007 : Chacun son cinéma (segment "At the Suicide of the Last Jew in the World in the Last Cinema in the World" réalisé par David Cronenberg)
- 2007 : Les Promesses de l'ombre (Eastern Promises) de David Cronenberg
- 2008 : Doute (Doubt) de John Patrick Shanley
- 2008 : The Betrayal - Nerakhoon d'Ellen Kuras et Thavisouk Phrasavath (documentaire)

#### Années 2010
- 2010 :  Hors de contrôle (Edge of Darkness) de Martin Campbell
- 2010 : Twilight, chapitre III : Hésitation (Eclipse) de David Slade
- 2011 : A Dangerous Method de David Cronenberg
- 2011 : Hugo Cabret (Hugo) de Martin Scorsese
- 2012 : Cosmopolis de David Cronenberg
- 2012 : Le Hobbit : Un voyage inattendu (The Hobbit: An Unexpected Journey) de Peter Jackson
- 2013 : Le Loup de Wall Street (The Wolf of Wall Street) de Martin Scorsese
- 2013 : Jimmy P. (Psychothérapie d'un Indien des Plaines) (Jimmy P. (Psychotherapy of a Plains Indian)) d'Arnaud Desplechin
- 2013 : Le Hobbit : La Désolation de Smaug (The Hobbit: The Desolation of Smaug) de Peter Jackson
- 2014 : Maps to the Stars de David Cronenberg
- 2014 : Rosewater de Jon Stewart
- 2014 : Le Hobbit : La Bataille des Cinq Armées (The Hobbit: The Battle of the Five Armies) de Peter Jackson
- 2015 : Spotlight de Tom McCarthy
- 2016 : Le Procès du siècle (Denial) de Mick Jackson
- 2018 : The Catcher Was a Spy de Ben Lewin
- 2019 : Le Prodige inconnu (The Song of Names) de François Girard

#### Années 2020
- 2020 : Le Prince oublié de Michel Hazanavicius
- 2020 : Pieces of a Woman de Kornél Mundruczó
- 2020 : Funny Boy de Deepa Mehta
- 2022 : Les Crimes du futur (Crimes of the Future) de David Cronenberg
- 2022 : The Pale Blue Eye de Scott Cooper
- 2024 : Les Linceuls (The Shrouds) de David Cronenberg

### Télévision
- 1981 : Steve Martin's Best Show Ever (TV Special)
- 1984 : The New Show (série télévisée) (5 épisodes)
- 1987 : Heaven (documentaire)
- 1990 : Made in Milan (documentaire)
- 1991 : Scales of Justice (série télévisée) (2 épisodes)
- 1996 : Looking for Richard d'Al Pacino (documentaire)
- 2000 : Camera (court métrage)
- 2003 : Late Night with Conan O'Brien: 10th Anniversary Special (TV Special)
- 2003 : The Lord of the Rings Symphony
- 2003 : Happy the Man (téléfilm)
- 2005 : Lord of the Brush (téléfilm)
- 2005 : La opresión (court métrage)
- 2006 : The Lord of the Rings Trilogy: Behind-the-Scenes (vidéo)
- 2009 : P.O.V. (série télévisée documentaire) (1 épisode)
- 2022 : Le Seigneur des anneaux : Les Anneaux de pouvoir (The Lord of the Rings: The Rings of Power) - Thème principal

## Ludographie
- 2006 : Soul of the Ultimate Nation

## Récompenses et distinctions
- 2002 : Oscar de la meilleure musique de film : Le Seigneur des anneaux : La Communauté de l'anneau de Peter Jackson
- 2004 : Oscar de la meilleure musique de film : Le Seigneur des anneaux : Le Retour du roi de Peter Jackson
- 2004 : Oscar de la meilleure chanson originale : Into the West dans Le Seigneur des anneaux : Le Retour du roi  de Peter Jackson
- 2004 : Golden Globe de la meilleure chanson originale : Into the West dans Le Seigneur des anneaux : Le Retour du roi  de Peter Jackson
- 2004 : Golden Globe de la meilleure musique de film : Le Seigneur des anneaux : Le Retour du roi de Peter Jackson
- 2005 : Golden Globe de la meilleure musique de film : Aviator de Martin Scorsese
- 2013 : Prix Écrans canadiens : Cosmopolis de David Cronenberg

### Nominations
- 2012 : Oscar de la meilleure musique de film pour Hugo Cabret de Martin Scorsese

## Représentation
Howard Shore est chef invité de l'Orchestre national d'Île-de-France pour un concert à la Salle Pleyel le 7 octobre 2017.